# Brasinca Passo Fino
Brasinca Passo Fino é um SUV de duas portas fabricado pela Brasinca entre 1986 a 1989, carro esse que deu origem à Chevrolet Bonanza, Fabricado sobre o chassi das picapes da Série 20 da Chevrolet, mais especificamente a C20 e A20, com seus respectivos motores a gasolina e álcool. Transportava 6 passageiros era oferecido com os acabamentos Luxo e Superluxo, tinham como opcionais TV, videocassete, refrigerador e bancos de couro fabricados pela Recaro.
Teve seu fim decretado para dar lugar à Chevrolet Bonanza, lançada em 1989. Seus chassis, assim como parede corta-fogo, frente e portas e demais componentes vinham da própria fabrica da GM graças a um acordo.
A GM adotou a Passo Fino, assim como a irmã maior Mangalarga, e foram renomeadas para Chevrolet Veraneio e Bonanza, apresentadas no XV Salão do Automóvel de 1988.